# Comuna Dmîtrenkî, Bohuslav
Dmîtrenkî (în ucraineană Дмитренки) este o comună în raionul Bohuslav, regiunea Kiev, Ucraina, formată din satele Dmîtrenkî (reședința), Huta și Koreakivka.

## Demografie
Componența lingvistică a comunei Dmîtrenkî
     Ucraineană (97,91%)
     Rusă (1,86%)
     Alte limbi (0,23%)
Conform recensământului din 2001, majoritatea populației comunei Dmîtrenkî era vorbitoare de ucraineană (97,91%), existând în minoritate și vorbitori de rusă (1,86%).